# IC 3744
IC 3744 је елиптична галаксија у сазвјежђу Береникина коса која се налази на листи објеката дубоког неба у Индекс каталогу.
Деклинација објекта је + 19° 30' 3" а ректасцензија 12h 45m 41,4s. Привидна величина (магнитуда) објекта IC 3744 износи 16,0 а фотографска магнитуда 17,0. IC 3744 је још познат и под ознакама NPM1G +19.0327, PGC 2090098.